# Въоръжени сили на Албания
Въоръжените сили на Албания (на албански: Forcat e Armatosura të Shqipërisë, (FASH)) са армията на република Албания сформирани за пръв път след независимостта от 1912 г.
Основни оръжейни доставчици за Албанската армия са САЩ, Германия, Италия, Турция, Швейцария, Нидерландия, Великобритания, Дания и Белгия.
Албанските въоръжени сили са започнали програма за модернизация наблюдавана от Министерството на отбраната на САЩ. Новата армия ще бъде с численост 14 500 души и ще бъде тренирана по стандартите на НАТО.
Модернизацията на армията довежда до извеждането от експлоатация на огромно количество оборудване, вкл. всички танкове на страната. Албания не разполага с почти никакви средства за защита на въздушното си пространство, а много малка част от сегашните оръжия са модерни. Дори в късните години на комунистическото управление, албанската войска е окачествявана като най-слабата в Европа.